# Ле-Пети-Кевийи (кантон)
Ле-Пети-Кевийи (фр. Petit-Quevilly) — кантон во Франции, находится в регионе Нормандия, департамент Приморская Сена. Входит в состав округа Руан.

## История
До 2015 года в состав кантона входил город Ле-Пети-Кевийи.
В результате реформы 2015 года состав кантона был изменен. В его состав была включена часть города Соттевиль-ле-Руан.

## Состав кантона с 22 марта 2015 года
В состав кантона входят коммуны (население по данным Национального института статистики за 2018 г.):
- Ле-Пети-Кевийи (22 291 чел.)
- Соттевиль-ле-Руан (7 552 чел., северные кварталы)

## Политика
На президентских выборах 2022 г. жители кантона отдали в 1-м туре Жану-Люку Меланшону 33,4 % голосов против 23,3 % у Эмманюэля Макрона и 22,8 % у Марин Ле Пен; во 2-м туре в кантоне победил Макрон, получивший 58,8 % голосов. (2017 год. 1 тур: Жан-Люк Меланшон – 29,9 %, Марин Ле Пен – 23,3 %, Эмманюэль Макрон – 21,1 %, Франсуа Фийон – 8,8 %; 2 тур: Макрон – 65,4 %. 2012 год. 1 тур: Франсуа Олланд — 32,6 %, Николя Саркози — 16,0 %, Марин Ле Пен — 9,4 %; 2 тур: Олланд — 66,7 %. 2007 год. 1 тур: Сеголен Руаяль — 35,4 %, Саркози — 21,3 %; 2 тур: Руаяль — 60,2 %).
С 2015 года кантон в Совете департамента Приморская Сена представляют мэр города Ле-Пети-Кевийи Шарлотта Гужон (Charlotte Goujon)  и вице-мэр города Соттевиль-ле-Руан Пьер Карель (Pierre Carel) (оба — Социалистическая партия).
|                | Кандидаты                  | Партия                   | Первый тур | Первый тур     | Второй тур | Второй тур |
| Кол-во голосов | Кандидаты                  | Партия                   | % голосов  | Кол-во голосов | % голосов  |            |
| -------------- | -------------------------- | ------------------------ | ---------- | -------------- | ---------- | ---------- |
|                | Шарлотта Гужон Пьер Карель | Социалистическая партия  | 2 229      | 49,02          | 3 265      | 73,74      |
|                | Анник Вардон Франк Шапель  | Национальное объединение | 985        | 21,66          | 1 163      | 26,26      |
|                | Тифен Бертело Пьер Ле Сау  | Левый блок               | 711        | 15,64          |            |            |
|                | Изабель Лакай Вильям Чамаа | Левоцентристский блок    | 622        | 13,68          |            |            |

|                | Кандидаты                   | Партия                  | Первый тур | Первый тур     | Второй тур | Второй тур |
| Кол-во голосов | Кандидаты                   | Партия                  | % голосов  | Кол-во голосов | % голосов  |            |
| -------------- | --------------------------- | ----------------------- | ---------- | -------------- | ---------- | ---------- |
|                | Шарлотта Гужон Пьер Карель  | Социалистическая партия | 2 365      | 32,11          | 4 543      | 62,24      |
|                | Жак Гайяр Клер Жеанен       | Национальный фронт      | 2 238      | 30,39          | 2 756      | 37,76      |
|                | Тифен Бертело Давид Керре   | Левый фронт             | 1 209      | 16,42          |            |            |
|                | Коринн Гудемар Ян Пуарье    | Правый блок             | 996        | 13,52          |            |            |
|                | Даниэль Лекюйер Жиль Лезёр  | Разные левые            | 388        | 5,27           |            |            |
|                | Кристин Бурдаудюи Лоик Фере | Разные правые           | 169        | 2,29           |            |            |